# Списак оружја у средњем веку
Следи списак средњовековног оружја, као и оруђа и средстава коришћених у средњовековним биткама.

## Оружје за блиску борбу
Овде спада оружје које не користи пројектиле, тј. где су и корисник и мета истовремено у контакту са оружјем.
Постоје две основне поделе
- Оружје са оштрицом (мач, секира, нож...)
- Оружје за ломљење (буздован, јутарња звезда, флејл....)
- Бојни чекић
- Бојна коса
- Бојна лепеза
- Бојна секира
- Буздован или топуз
- Вакизаши
- Викиншка секира
- Вогла
- Даишо
- Дуги мач
- Дусак
- Јутарња звезда
- Катана
- Клејмор
- Кинђал
- Кратки мач
- Кунаи
- Кутлас
- Мач
- Мачета
- Млат
- Нож
- Сабља
- Симитар
- Скијавонеска или словенски мач
- Спата
- Срп
- Томахавк
- Танто
- Фалкон
- Ханџар

## Мотка
Ово оружје је првенствено намењено блиској борби, њена главна карактеристика је та што је неко од оружја прса у прса стављено на врх мотке (обично дрвене). Ово је једно од најстаријих врста оружја. Користило се још у каменом добу, а најбољи пример овог оружја је копље.
- Бисенто
- Бојна коса
- Глејв
- Хелебарда
- Јари
- Косача
- Копље
- Нагината
- Ратне виле
- Сибат
- Трозубац
- Штап

## Оружја на даљину
Ово оружје је намењено борби на даљину. Снагом мишића се избацује пројектил који је усмерен ка противнику. Најпознатији примерак из ове фамилије је лук и стрела.
- Велшки лук
- Композитни лук
- Ратни лук
- Мађарски лук
- Праћка
- Самострел
- Хунски лук
- Џилит
- Шурикен

## Опсадне справе
Ово су справе које су дизајниране да разбију или обиђу (нпр. мердевине) градске зидине или неку другу врсту утврђења у опсадном војевању. 
- Балиста
- Катапулт
- Мангонел
- Онагер
- Опсадна кула
- Требуше
- Ударни ован
- Хелеполис
- Черобалиста

## Ватрено оружје
Ватрено оружје се може сврстати у оружје на даљину, међутим битна разлика је у томе што се код ватреног оружја пројектил лансира помоћу барутних гасова. Неки типови ватреног оружја могу послужити и као справе за опсаду (топ).
- Ватрено копље
- Ручни топ
- Аркебуза
- Мускета
- Топ
  - Монс Мег

## Ратни бродови
Ратни брод је пловило који је саграђено и намењено првенствено за рат, односно за деловање у оружаним сукобима. Ратни бродови су обично саграђени сасвим другачије од цивилних, односно трговачких бродова. Осим што су наоружани ратни бродови су у стању поднети већу штету, бржи су и имају боље маневарске способности од трговачких бродова.
- Галеон
- Галија
- Галијаца
- Дромон
- Квинкверема
- Либурна
- Тријера
- Шајка

## Оклоп
Оклоп је врста одела која је дизајнирана да штити корисника од повреда приликом сукоба са непријатељем. Оклоп се користио кроз историју у почетку су прављени од коже и костију, а касније од бронзе и челика.
- Алет
- Верижњача
- Крљушт оклоп
- Оклопне рукавице
- Пун оклоп
- Штит

## Остало
- Грчка ватра
- Кључало уље
- Кочије
- Чичак